# Дорфгаштайн
Дорфгастайн — містечко та громада в Австрійській землі Зальцбург. Місто належить округу Санкт-Йоганн-ім-Понгау.